# Wieża Ta’ Lippija
Wieża Ta’ Lippija (malt. Torri Ta’ Lippija lub Tal-Lippia) – jedna z tzw. wież Lascarisa, wież obserwacyjnych, zbudowana za czasów wielkiego mistrza kawalerów maltańskich Juana de Lascaris-Castellara na wyspie Malta w latach 1637 do 1640 r. Rok po zostaniu wielkim mistrzem zakonu w 1636 roku rozpoczął on budowę pięciu wież obronnych na wybrzeżu Malty, uzupełniających zbudowany w latach 1610-1620, za panowania Alofa de Wignacourta, ciąg fortyfikacji zwanych jako wieże Wignacourta. Wieże zostały zbudowane pomiędzy latami 1637 a 1640. Każda z nich znajduje się w zasięgu wzroku z sąsiednimi. Służyły one jako wieże komunikacyjne pomiędzy Gozo i Wielkim Portem, oprócz funkcji obserwacyjno-ostrzegawczych przed piratami pełniły funkcje obronne.
Wieża Ta’ Lippija jest usytuowana w północno-zachodniej części Malty na nadbrzeżnym paśmie wzgórz Wardija Ridge i strzeże wejścia do Gnejna Bay. Położona jest około kilometra na zachód od miejscowości Mġarr. Sąsiaduje z wieżami Nadur oraz Għajn Tuffieħa.
Została zbudowana w 1637 roku na planie kwadratu o podstawie około 36 m² i wysokości 11 m. Oryginalnie posiadała dwie kondygnacje, wejście do niej znajdowało się na piętrze i dostępne było tylko za pomocą drabiny. Jej rozmiar jest niewielki w porównaniu z wieżami-garnizonami budowanymi za czasów mistrza Alofa de Wignacourta, podobnie jak wieże budowane w latach późniejszych przez Martina de Redina ich główną funkcją było uzupełnienie luk w sieci punktów obserwacyjno-obronnych położonych na wybrzeżu wysp Malta, Gozo i Comino.
W okresie panowania brytyjskiego, podobnie jak większość wież była używana przez wojsko brytyjskie. W czasie II wojny światowej baterię wzmocniono i dobudowano dwa stanowiska ogniowe.
Obecnie wieża pozostaje w zarządzie armii maltańskiej. Została wpisana na listę National Inventory of the Cultural Property of the Maltese Islands pod numerem 00058.